# Greensboro (Észak-Karolina)
Greensboro (korábban Greensborough) város az Egyesült Államok Észak-Karolina tagállamában. Lakosságszáma alapján a harmadik legnagyobb város Észak-Karolinában, megyeszékhely és a legnagyobb város Guilford megyében valamint a környező Piedmont Triád nagyvárosi régióban. A 2010-es népszámlálási adatok alapján Greensboro lakossága 269 666 volt, és 2015-ben a becsült lakosság száma 285 342. Észak-Karolina közepén, a piedmonti régióban három fő államközi autóút (Interstate 85, Interstate 40 és Interstate 73) épült a várost átszelve.
1808-ban Greensborough-t (1895 előtti írásmóddal) egy központi bírósági épület tere köré tervezték, hogy átvegye Guilford Court House-tól a megyeszékhely szerepét. A megyei bíróság így közelebb került a megye földrajzi középpontjához, ezt a helyet akkoriban a megye lovas vagy gyalogos közlekedésétől függő polgárai könnyebben elérhették.
2003-ban a korábbi Greensboro – Winston-Salem – High Point nagyvárosi statisztikai területet (MSA) újrarajzolta az Egyesült Államok Vezetési és Költségvetési Irodája. Ezt a régiót a Greensboro–High Point MSA-ra és a Winston-Salem MSA-ra választották szét. A Greensboro–High Point MSA 2010-es lakossága 723 801 fő volt. A népszerű nevén Piedmont Triádként jelölt Greensboro–Winston-Salem–High Point kombinált statisztikai terület (CSA) lakossága 1 599 477 fő volt.
Greensboro számos jelentős látnivalója közül a legnépszerűbbek a Wet ’n Wild Emerald Pointe vízipark, a Greensboro Tudományos Központ, a Nemzetközi Polgárjogi Múzeum, a Weatherspoon Művészeti Múzeum, a Greensboro-i Szimfonikusok, a Greensboro-i Balett, a Triad Színpad, a Wyndham Golfbajnokság, az Atlanti-parti Konferencia székhelye, a Greensboro-i Coliseum Komplexum, mely különböző sporteseményeknek, koncerteknek és más eseményeknek ad otthont, a Dél-Atlanti Baseball Ligában szereplő Greensboro Grasshoppers, a Premier Development Labdarúgóligában szereplő Carolina Dynamo, az NBA G Ligában szereplő Greensboro Swarm, a Greensboro Görkorcsolya Derby és a Nemzeti Folkfesztivál.

## Története

### Korai története
Az európaiakkal való találkozás idején a területen, amin később Greensboro kinőtt, a szauráknak nevezett, sziú nyelvet beszélő emberek éltek. Más bennszülött kultúrák évezredek óta birtokolták ezt a területet, jellemzően a víziutak mellett megtelepedve, mint ahogy a korai telepesek is tették.
Maryland-en keresztül pennsylvaniai kvéker bevándorlók érkeztek Capefair-be (a mai Greensboro) 1750 körül. Az új telepesek 1751-ben a Snow Camp-béli Cane Creek Friends Meeting-el kapcsolatba hozható vallási szolgálatokat kezdtek szervezni. Három évvel később negyven kvéker család engedélyt kapott a New Garden Monthly Meeting megalapítására. (Az aktus rögzítve van Perquimans és Little Rock negyedéves meetingjének 1754. május 25-i jegyzőkönyvében: "A Capefair-beli New Garden-i barátoknak", Joseph Ratliff aláírásával.) A település gyorsan nőtt az elkövetkező három évben, még a massachusetts-i Nantucket-ből is érkeztek betelepülők. Hamarosan a legfontosabb észak-karolinai kvéker közösséggé vált, valamint az államban és az Appalache-hegységtől nyugatra megalapított kvéker meetingek anyaszervezetévé.
A függetlenségi háború után Greensboro városát Nathanael Greene dandártábornok, az 1781. március 15-i Guilford Court House-i csatában részt vevő lázadó amerikai seregek parancsnoka után nevezték el. Bár az amerikaiak elvesztették a csatát, Greene csapatai súlyos veszteségeket okoztak a Cornwallis tábornok vezette brit hadseregnek. A csata után Cornwallis visszavonta csapatait az észak-karolinai Wilmington tengerparti brit támaszpontjára.

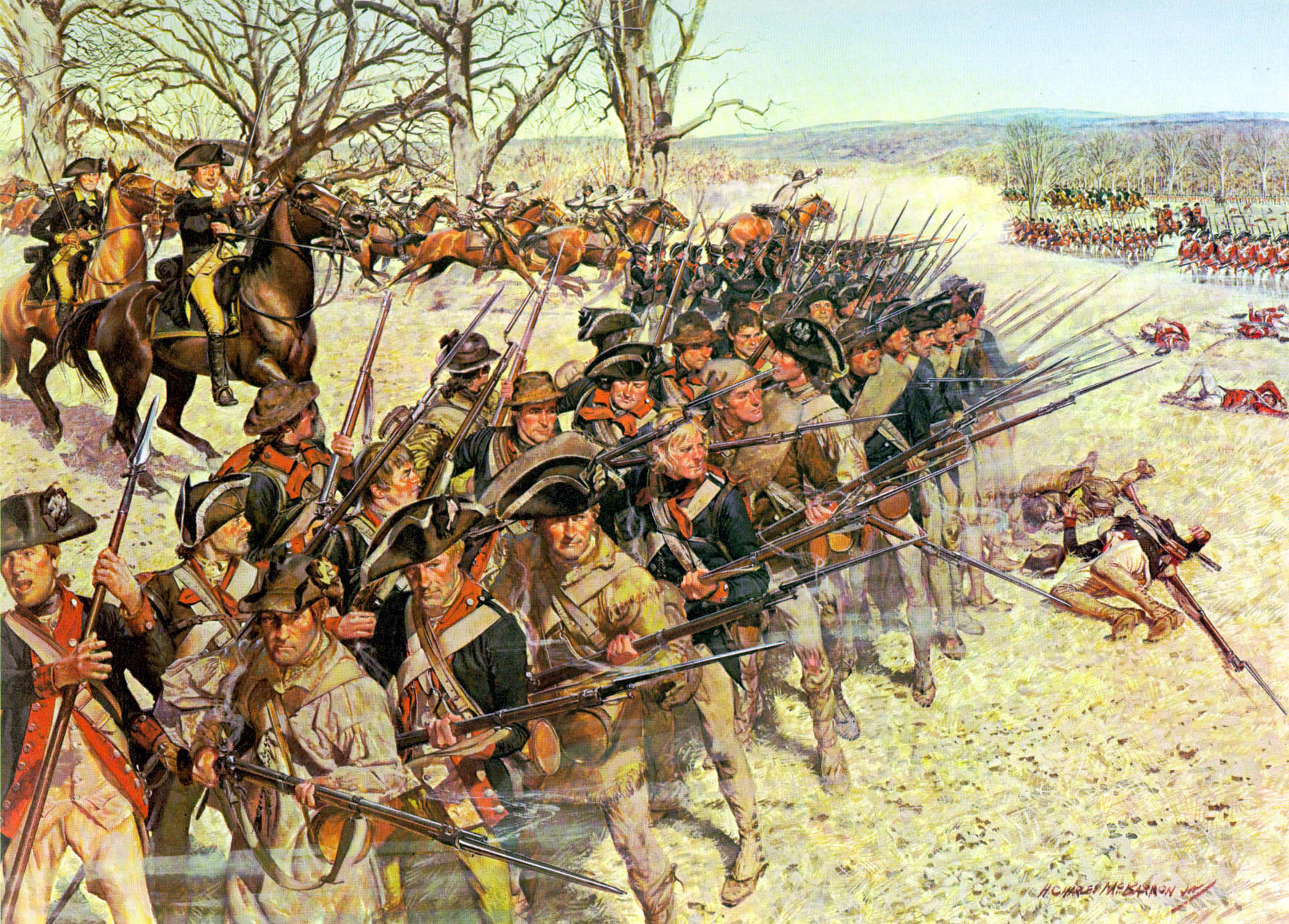
A Guilford Courthouse-i csata

Greensboro-t Guilford megye földrajzi középpontjának közelében alapították, maga a terület "egy áfonyabokrokkal sűrűn benőtt érintetlen erdő volt, mely finom ízű gyümölcsöt termett." A területet a szauráktól vették meg 98 dollárért. Három észak-déli utca (Greene, Elm, Davie) került kijelölésre, keresztezve a három kelet-nyugati utcát (Gaston, Market, Sycamore). A bíróság épülete az Elm és Market utca kereszteződésének közepén épült fel. 1821-re a város 369 ittlakónak adott otthont.

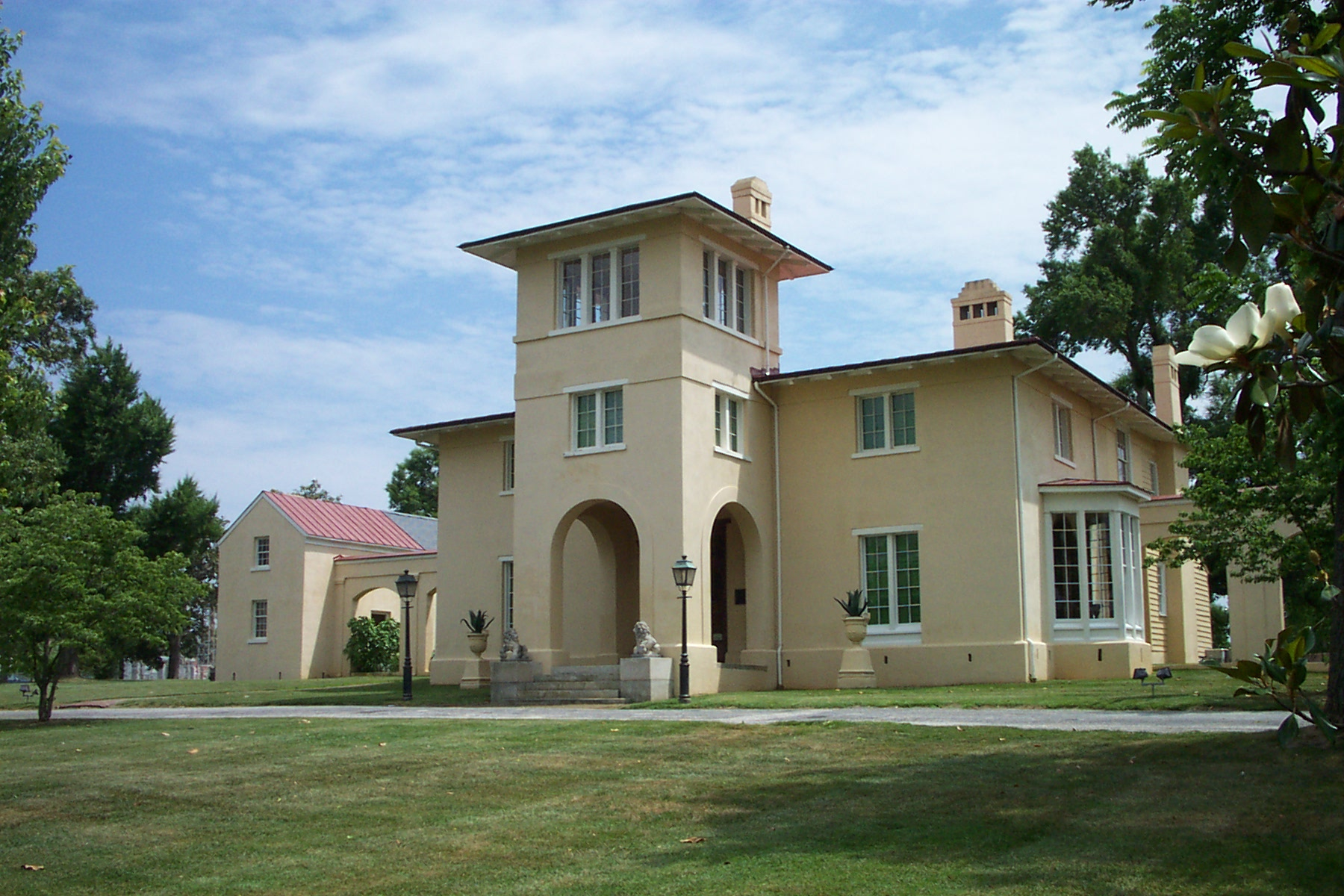
Blandwood kastély, Alexander Jackson Davis terve alapján

Az 1840-es évek elején John Motley Morehead kormányzó kérésére, akinek Blandwood ültetvénye Greensboro-ban volt, az állam kormánya  Greensboro-t jelölte ki az új vasútvonal egyik megállójának. A vasúti forgalomtól és a piacokhoz való fejlettebb hozzáféréstől ösztönözve a város jelentős növekedésnek indult, hamarosan "Gate City"-ként vált ismertté a piedmonti szállítási csomópontként betöltött szerepe miatt. A vasút szállította a gyapotfeldolgozó textilmalmok nyersanyagait és áruit. Sok gyáros üzemeihez közel, a malomfalvakban alakította ki a munkások lakásait.
A textil- és hozzá kapcsolódó vállalkozások egészen a 21. századig működtek, amikor legtöbbjük csődbe ment, átszervezték őket, és/vagy egyesült más vállalatokkal, miután a textilgyártásban a munkahelyek a tengerentúlra helyeződtek át. Greensboro azonban még mindig a textilipar egyik fő központja, itt találhatók az International Textile Group (Cone, Burlington Industries), Galey & Lord, Unifi, és VF Corporation (Wrangler, Lee, The North Face, és Nautica) központi irodái. Az ITG Brands, a Kool, Winston és Salem cigarettamárkák gyártója, az Egyesült Államok harmadik legnagyobb dohányvállalata, székhelye Greensboro-ban található. A vasúti forgalom továbbra is fontos marad a város gazdaságának, mivel Greensboro a fő regionális teherforgalmi központ. Emellett a Washington és New Orleans közötti, Atlantán keresztülhaladó Norfolk Southern fővonalon napi négy Amtrak személyvonat áll meg Greensboro-ban.
Bár a város lassan fejlődött, a 18. és 19. században a gyapotkereskedelemből és értékesítésből keletkezett korai gazdagság néhány figyelemre méltó épület építését eredményezte. A legkorábbit, a később Blandwood kastély és kertek néven ismertet egy ültetvényes építette 1795-ben. A lakóépület 1846-os kibővítése a New York-i Alexander Jackson Davis tervei alapján a házat Amerika legkorábbi toszkán stílusú villájává tette. Jelenleg nemzeti történelmi emlékhely. További jelentős ültetvényes házak és birtokok épültek, köztük a Samuel Sloan tervezte "Dunleith", a Bellemeade és a Bumpass-Troy ház. Ez utóbbit a 20. század végétől átalakították és magánfogadóként üzemel.

### A polgárháború és a Konföderáció utolsó napjai
A 19. század közepe táján sok piedmonti lakos, valamint az állam nyugati része unionista volt, és Guilford megye nem szavazta meg az elszakadást. De amikor Észak-Karolina csatlakozott a Konföderációhoz, egyes polgárok a Konföderáció ügyéhez csatlakoztak olyan gyalogos egységek kialakításával, mint a Guilfordi Szürkék, hogy harcoljanak a polgárháborúban. 1861-től 1865 májusáig terjedő időszak a város számára a háborútól viszonylag zavartalanul telt, bár a lakosoknak meg kellett küzdeni a ruházat, gyógyszerek és más áruk hiányával, amit a Dél amerikai tengeri blokádja okozott.
A háború utolsó heteiben Greensboro egyedülálló szerepet töltött be a konföderációs kormány utolsó napjaiban. 1865 áprilisában P. G. T. Beauregard tábornokot a Tennessee Hadsereg parancsnoki tisztje, Joseph E. Johnston tábornok arra utasította, hogy készüljön fel a város védelmére. Ezalatt az idő alatt Jefferson Davis konföderációs elnök és a konföderációs kabinet maradék tagjai kiürítették a virginiai Richmond konföderációs fővárost, és délre, a virginiai Danville-be költöztek.
Amikor az uniós lovasság Danville-t fenyegette, Davisnek és kabinetjének sikerült vonattal elszöknie, és 1865. április 11-én Greensboro-ban gyűltek össze. Mialatt a városban voltak, Davis és kabinetje elhatározta, hogy megpróbál a tengerentúlra szökni, nehogy a győztes uniós erők elfogják őket; elhagyták Greensboro-t és különváltak. Greensboro-t jegyzik azon utolsó helyként, ahol a teljes konföderációs kormány, mint csoport találkozott: a Konföderáció "végső" fővárosának tekinthető.
Ezzel majdnem egy időben Zebulon B. Vance kormányzó elmenekült Raleigh-ből, Észak-Karolina fővárosából, mielőtt az Unió tábornokának, William Tecumseh Sherman-nak a csapatai lerohanták volna a várost. 1865. április 16-tól kezdődően egy rövid időszakra ő és más tisztviselők az állam fővárosának Greensboro-t tekintették. Vance kormányzó az Észak-Karolinai Megadási Nyilatkozatot 1865. április 28-án hirdette ki. Később Vance a Blandwood kastély szalonjában megadta magát az Unió tisztjeinek. A történész, Blackwell Robinson ezt írta, "Greensboro nem csak a Konföderáció bukásának volt a szemtanúja, hanem az állam régi polgári kormányának is."
1865. április 26-án a Johnston tábornok és Sherman tábornok közti Bennett Place-béli (napjainkban Durham (Észak-Karolina)) megadási tárgyalások befejeztével a konföderációs katonák Greensboro-ban letették a fegyvert és kiszabadultak, majd hazaindultak.

### Iparosodás és növekedés

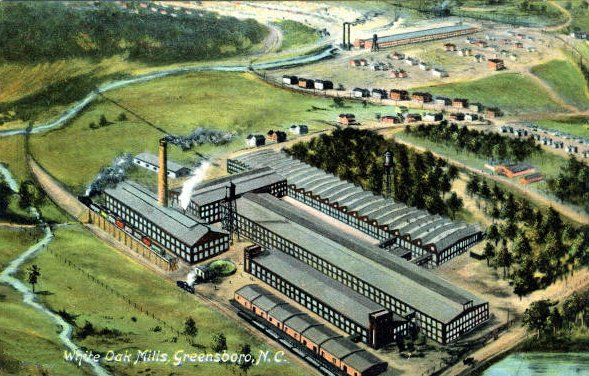
White Oak Mill 1909-ben

A háború után a befektetők a textilmalmok és a hozzá kapcsolódó ipar újra felvirágoztatásán dolgoztak. Az 1890-es években a város továbbra is vonzotta az északi iparosokat, köztük a Maryland állambeli Baltimore-ból Moses és Caesar Cone-t.:171–174 A Cone testvérek hatalmas textilgyárakat alapítottak, Greensboro-t egy évtized alatt faluból egy várossá változtatva. 1900-ra Greensboro-t, farmervásznat, flanelt és szövetet termelő hatalmas gyáraival a déli textilipar központjának tekintették. Az ebből fakadó fellendülés jelentős huszadik századi polgári épületek építésében került kifejezésre, köztük volt a Guilford megyei bíróság épülete, S. W. Faulk tervei alapján a West Market utcai egyesült metodista templom, számos Frank A. Weston tervezte épület, és Greensboro-i Észak-Karolina-i Egyetem Julius I. Foust épülete, melyet Orlo Epps tervezett.
A huszadik század folyamán Greensboro tovább növekedett lakosságában és gazdagságában. Hatalmas kereskedelmi és polgári épületeket terveztek Charles Hartmann és Harry Barton helyi építészek, sok közülük még ma is áll. Más jelentős iparágak is meghonosodtak a városban, köztük a (vény nélkül kapható megfázás elleni készítményeiről, mint a VapoRub és a NyQuil, híres) Vicks Chemical Co., a Carolina Steel Corporation és a Pomona Terra Cotta Works. Az első három évtized alatt Greensboro olyan gyorsan nőtt, hogy állandó hiány volt munkáslakásokból. Az építők célul az évi 80-100 megfizethető lakóegység építését tűzték ki, hogy a munkásoknak otthont biztosítsanak. Az 1920-as évek során Greensboro ingatlanhelyzetét az "állam csodájának" tekintették. A növekedés a nagy gazdasági válság idején is folytatódott, amikor is Greensboro évente közel 200 új családot tudott a lakosságához vonzani.  A város egy jól megtervezett közösség hírét keltette, nagy hangsúly helyezve az oktatásra, a parkokra, és a hasznot hozó munkavállalói rétegre.
Két fő kutatóegyeteme van, az Észak-Karolina-i A&T Állami Egyetem, egy, a késő 19. században alapított történelmi fekete főiskola, és a Greensboro-i Észak-Karolina-i Egyetem. Az 1960-as évek elején, a polgárjogi mozgalom csúcsán, az A&T hallgatói voltak a faji igazságosságot, a közintézmények deszegregációját és a fair alkalmazást célul kitűző tüntetések fő ereje, kezdve a Greensboro-i Négyekkel, akik a kiszolgálás érdekében 1960-ban ülősztrájkot kezdtek a Woolworth szegregált büfépultjánál. 1963 májusában és júniusában Greensboro-ban zajlott Észak-Karolina állam történetének legnagyobb polgárjogi tüntetése. A 21. században az egyetemek vezető szerepet töltenek be a high tech és a tudomány új kutatási területein, amire a város egy új gazdaságot reméli építeni.
A háborús és a háború utáni fellendülés nemzeti és nemzetközi hírű építészektől megrendelt fejlesztést és terveket hozott. Például Walter Gropius, az egyesült államokbeli német Bauhaus mozgalom vezére tervezett egy gyárépületet a városban 1944-ben. A Greensboro-i Ed Loewenstein dolgozott számos projekten a régióban. Eduardo Catalano-t és George Matsumoto-t szerződtették azokra a projektekre, melyek elkészült tervei az észak-karolinaiakat a modernista építészeti elképzelésekkel és formákkal szembesítették.

### Polgárjogi mozgalom
1960-ban a Népszámlálási Iroda jelentése alapján Greensboro lakossága 74%-ban fehér és 25,8%-ban fekete volt. Mint az állam többi részében, az állami törvények szerint a legtöbb fekete meg volt fosztva választójogától, a Jim Crow-törvények és a szokások még hatályban voltak, és a középületek, beleértve az iskolákat, a törvény szerint faji alapon szegregáltak voltak. Ez az Egyesült Államok Legfelsőbb Bíróságának a Brown v. Board of Education (1954) ügyben hozott döntése után volt, miszerint a köziskolákban a szegregáció alkotmányellenes. A feketék számára fenntartott intézmények általában a konzervatív fehér demokraták uralta állami és városi kormányzaton keresztül alulfinanszírozottak voltak.
A háború utáni időszakban a feketék Észak-Karolinában és mindenhol délen igyekeztek visszaszerezni jogosultságukat, hogy állampolgárként gyakorolhassák alkotmányos jogaikat. Az Észak-Karolina-i Mezőgazdasági és Műszaki Főiskola (A&T), egy történelmi fekete főiskola főiskolai hallgatói Greensboro-t a tiltakozások és a változás központjává tették. 1960. február 1-én négy fekete főiskolai hallgató ülősztrájkot kezdett a Woolworth egyik "csak fehéreknek" fenntartott büfépultjánál, és megtagadták a távozást, miután nem szolgálták ki őket. Már korábban vásároltak dolgokat az üzlet más részeiben, és megtartották a nyugtáikat. Miután megtagadták kiszolgálásukat, elővették a nyugtákat, azt kérdezve, miért volt jó a pénzük mindenhol máshol az üzletben, kivéve a büfépultot. Hamarosan támogatók százai csatlakoztak ehhez az ülősztrájkhoz, ami hónapokig tartott. Az ilyen tiltakozások gyorsan elterjedtek a déli államokban, végül a Woolworth és már üzletláncok büfépultjainak és más egységeinek deszegregációjához vezetett.
A Woolworth a 20. századi kiskereskedelmi gyakorlat változásai miatt beszüntette tevékenységét, de az eredeti Woolworth büfépult és székek még mindig az eredeti helyükön találhatók. A korábbi Woolworth épületet a Nemzetközi Polgárjogi Központ és Múzeummá alakították át, amely 2010. február 1-én, az ülősztrájkok 50. évfordulóján nyitott meg. (A pult egy része megtekinthető Washingtonban (D.C.) a Smithsonian Intézetben, a polgárjogi tiltakozók bátorságát mutatva.)

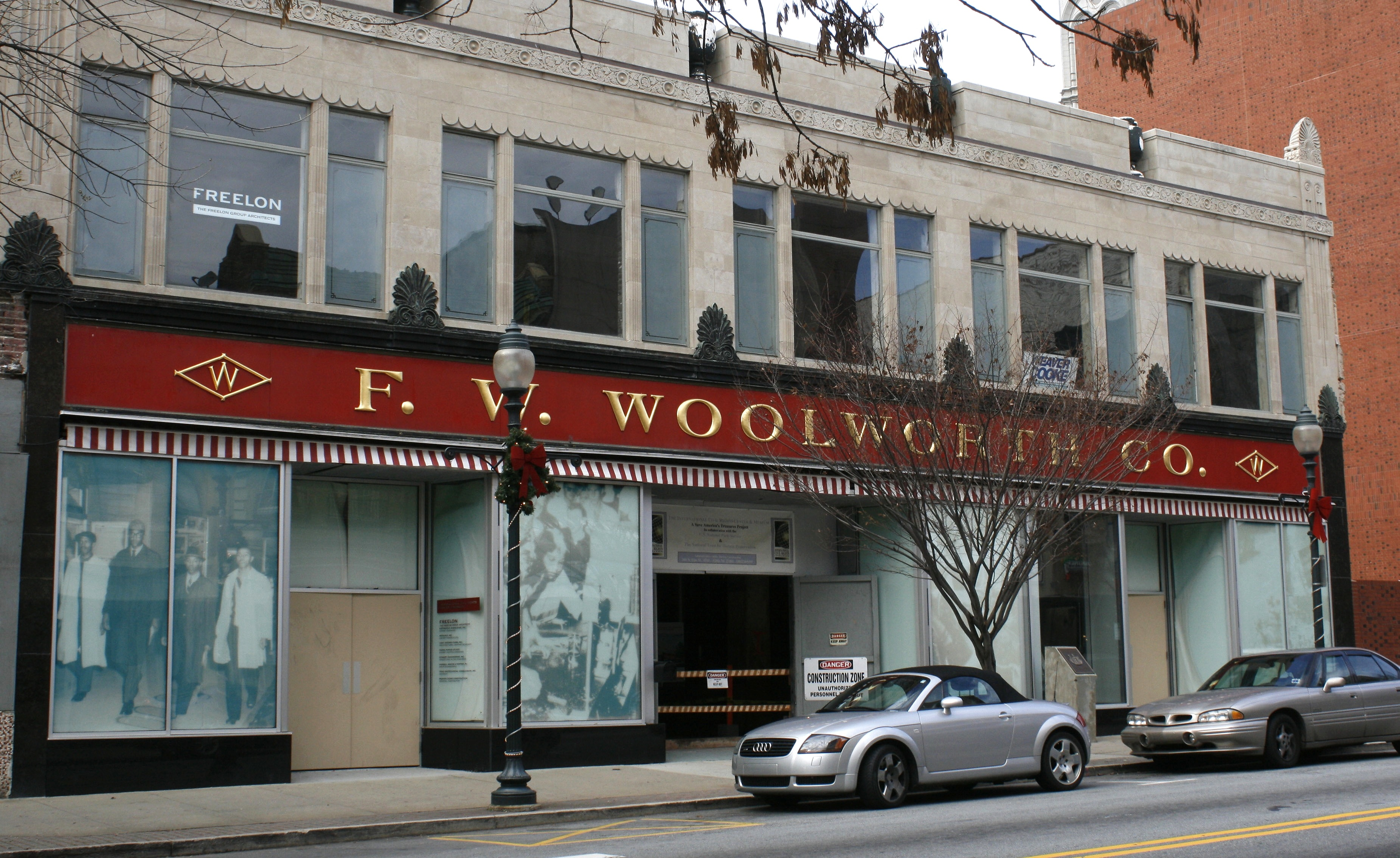
Az egykori Woolworth üzlet, ma a Nemzetközi Polgárjogi Központ és Múzeum

A fehér üzleti közösség csatlakozott a Woolworth deszegregációjához, és más kisebb engedményeket tett, de a polgárjogi mozgalomnak további céljai voltak, 1962-ben és 1963-ban tiltakozásokat szervezett. 1963 májusában és júniusában Észak-Karolina történetének legnagyobb polgárjogi tiltakozása zajlott le Greensboro-ban. A tiltakozók el szerették volna érni a nyilvános szálláshelyek deszegregációját, valamint a gazdasági és szociális igazságosságot, mint például az inkább érdemen, mint faji hozzátartozáson alapuló felvételi szabályzatokat. Sokat tettek a köziskolák rég esedékes integrációjáért, mivel az Egyesült Államok Legfelsőbb Bírósága 1954-ben kimondta, hogy a köziskolák szegregációja alkotmányellenes. Éjjelente több mint 2000 tiltakozó vonult végig Greensboro szegregált központi üzleti kerületén. William Thomas és A. Knighton Stanley, a CORE helyi fejezetének koordinátorai meghívták Jesse Jacksont, az A&T aktivista hallgatóját, hogy csatlakozzon a tiltakozásokhoz. Jackson diákvezérként gyorsan kiemelkedővé vált, ő lett az erőszakmentes tiltakozási mozgalom nyilvános szóvivője. A városi börtönök elárasztását célul tűzve, mint ahogy az Birmingham-ben történt a Dr. Martin Luther King, Jr. vezette tiltakozások esetén, a tiltakozók a helyi üzletek szegregációs szabályainak megszegésével letartóztatást provokáltak ki; magánlaksértéssel és más, nem erőszakos cselekményekkel vádolták őket. A főiskolai és középiskolai diákok alkották a tiltakozók zömét, és volt olyan pillanat, amikor közel 1400 fekete került börtönbe Greensboro városában. A tiltakozások mérete megzavarta az üzleti közösséget, és kihívást jelentett a polgármester és Terry Sanford kormányzó stábjának.
Végül a város és az üzleti közösség a középületek további deszegregációjával, a városvezetés megreformált felvételi szabályzatával, és mind Grensboro polgármestere, mind Sanford kormányzó részéről elhangzó további haladás ígéretével válaszolt. Sanford kijelentette, "Aki nem értette meg ezt az üzenetet, nem érti az emberi természetet." Jelentős változások a faji hozzáállásban azonban továbbra is fájdalmasan lassan történtek, és a szóbeli elköteleződés a fehér vezetés részéről 1963-ban valójában nem került gyakorlati átültetésre.

### Dudley középiskola/A&T tiltakozások
1969 májusában a James B. Dudley középiskola diákjai felháborodtak azon, amikor a vezetőség nem engedte meg, hogy egy népszerű jelölt jelöltesse magát a diákszövetség osztályelnöki helyére, állítólagos tagsága miatt a Fiatalok a Fekete Társadalom Egységéért-ben. Miután fellebbezésük az iskolához elutasításra került, a diákok megkérték az Észak-Karolina-i A&T Állami Egyetem aktivistáit, hogy támogassák a tiltakozásukat. A tiltakozások kiterjedtek, és miután az A&T hallgatói kövekkel dobálták a rendőröket, azok május 21-én könnygáz palackokkal tértek vissza, majd a tömeg ellen bevetették. A felkelés egyre nagyobbra nőtt, és a kormányzó utasította a Nemzeti Gárdát, hogy segítse a helyi rendőrséget. Miután tűzpárbaj tört ki, a kormányzó utasította a Nemzeti Gárdát, hatoljon be az A&T egyetemi területére, amit akkor úgy jellemeztek, mint "a legsúlyosabb fegyveres támadás, amit valaha is elkövettek egy amerikai egyetem ellen". A Nemzeti Gárda lerohanta az egyetemi kollégiumokat, hallgatók százait vette "védőőrizetbe". A tüntetéseket leverték. A zavargásokat az Egyesült Államok Polgárjogi Bizottságának Észak-Karolina-i Tanácsadó Testülete vizsgálta; 1970-es jelentése úgy összegezte, hogy a Nemzeti Gárda inváziója meggondolatlan cselekedet volt, mivel aránytalan volt a hallgatói tiltakozások jelentette veszélyhez képest. Kritizálta a helyi közösségi vezetőket, amiért nem reagáltak megfelelően a Dudley középiskola diákjai felé, amikor az első ügyek felbukkantak. Kijelentették, "egy szomorú megjegyzés, hogy a közösség egyetlen csoportja, akik a Dudley diákjait komolyan vették, az A&T Állami Egyetem hallgatói voltak."

### Greensboro-i mészárlás
Miközben előrelépéseket értek el, a Greensboro-i afro-amerikaiak továbbra is szenvedtek az előítéletes cselekedetektől. 1979. november 3-án a Kommunista Munkáspárt (KMP) Ku-Klux-Klan-ellenes menetet tartott a feketék lakta Morningside Heights környéken. Négy helyi hírcsatorna tudósított róla. A tiltakozás során két KKK támogatókat szállító gépkocsi érkezett. Egy összeszólalkozás után a KKK és KMP csoportok egymásra lőttek. Öt KMP tagot öltek meg, ill. tizenegy KMP tag és egy klántan sebesült meg. Az események tévés felvételei láthatók voltak országosan és az egész világon, az esemény a Greensboro-i mészárlásként vált ismertté. 1980 novemberében az állami büntetőperben a hat KKK vádlott mindegyikét egy hét tanácskozás után felmentette egy csak fehér esküdtszék. A meggyilkoltak családjai és a támadásban megsebesültek a fekete polgárok megvédésének kudarca miatt polgári pert indítottak a várossal és a rendőrséggel szemben. 1985-ben az esküdtszék ebben az ügyben öt rendőrtisztet és két további személyt felelősnek talált $350 000 kármértékben; a pénzt a Greensboro-i Igazságügyi Alapnak kellett befizetni, amely polgári jogok fejlődése érdekében az ilyen ügyek felvállalásáért lett létrehozva.

## Földrajza
Az Egyesült Államok Népszámlálási Irodájának tájékoztatása alapján a város teljes területe 341,4 négyzetkilométer, amiből 327,7 négyzetkilométer szárazföld, és 13,1 négyzetkilométer (4,01%) vízfelület.
Greensboro az Észak-Karolina-i Piedmont dimbes-dombos hegysége mentén található, félúton nyugatról az állam Blue Ridge és Great Smoky-hegysége, és keletről az Atlanti-óceán strandjai és az Outer Banks között. A város legmagasabb épületéből — a Lincoln Financial torony (előző tulajdonosa után közismertebben Jefferson-Pilot épület) — a város látképe kiterjedt árnyfás területeket mutat. Az Interstate 40 és 85 szeli át a várost, míg a tervbe vett I-73 a határain fog áthaladni.

### Belvárosi terület
Greensboro belvárosa az utóbbi években vonzotta a fejlesztői befektetéseket az olyan új építkezésekkel, mint a Yadkin Bank park, lakóépületek és irodák. A Southside környék belvárosa jól példázza a városközponti új befektetéseket. A korábbal gazdaságilag pangó környéket egy díjnyertes neotradicionális stílusú környékké építették át, járhatósággal, kompakt tömbökkel, valamint helyi szórakozási lehetőségekkel és szolgáltatásokkal. Greensboro belvárosa aktív éjszakai élettel rendelkezik, számos éjszakai klubbal, bárokkal és éttermekkel.
A belváros átépítését az Elon Egyetem Jogi Iskolájának 2006-os megnyitása is segítette. A jogi iskolának tulajdonítják a hallgatók dollárjainak bevonzását a belvárosba, éjjel és nappal.

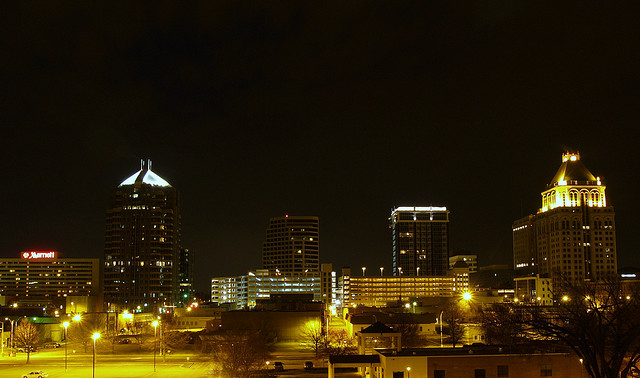
Greensboro (látképe.

### Four Seasons/Coliseum terület

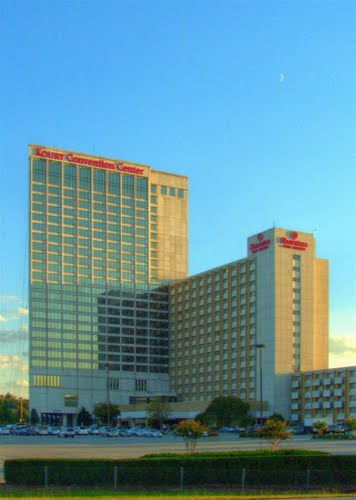
Sheraton Four Seasons – Joseph S. Koury Convention Center

A Four Seasons Town Centre egy 106 000 négyzetméter üzletterülettel rendelkező, háromemeletes bevásárlóközpont, melynek fejlesztője a Koury Corporation volt. A 410 Four Seasons Town Centre címen található, szomszédos a Koury Convention Center-rel és a Sheraton Hotel-lel. Több mint 23 000 négyzetméter rugalmas tárgyalóterülettel büszkélkedve a Joseph S. Koury Convention Center a legnagyobb kongresszusi központ a Délkeleten a Atlanta és Washington D.C. között. A szállodának több mint 1000 szobája van.
A Greensboro Coliseum az 1921 W. Gate City Boulevard címen található. Ez a többcélú komplexum a 22 000 férőhelyes Greensboro Coliseum-ból, a 2400 férőhelyes War Memorial Auditorium-ból, a 300 férőhelyes Odeon Theatre-ből és a 15 500 négyzetméter területű Special Events Center-ből áll, amely három kiállítási csarnokot, egy 4500 férőhelyes miniarénát és nyolc tárgalótermet foglal magába. A 2 800 négyzetméter alapterületű Pavilion mellette található. A Coliseum weboldala jelzi, hogy a komplexum "széles körű rendezvényeknek, köztük atlétikai, kultúr- és művészeti eseményeknek, koncerteknek, színházi előadásoknak, oktatási rendezvényeknek, vásároknak, kiállításoknak, valamint mindenféle nyilvános és magánrendezvénynek, köztük kongresszusoknak, gyűléseknek, valamint kereskedelmi és vásárlói bemutatóknak" ad helyet."
A War Memorial Auditorium-ot időközben lebontották.

### Reptéri terület
1998-ban a FedEx, az állam többi régiói és dél-karolinai területek közti heves versengést követően egy 300 millió dolláros közép-atlanti légiáru és osztályozó központot épített a Piedmont Triad nemzetközi repülőtéren. A projektet a bíróságon támadták meg a tervbe vett központ helyszíne és a környék közötti tervezett zaj- és szennyezéscsökkentés minősége miatt. A központ 2009-ben nyitott meg. Eredetileg a FedEx működése első két évében 750, végül 1500 ember alkalmazását tervezte, a helyi FedEx alkalmazottak száma közel ugyanannyi, mint mielőtt az üzemet felépítették volna.
2015 márciusában a Greensboro-ban gyártóüzemmel rendelkező HondaJet bejelentette, hogy az Egyesült Államok Szövetségi Légügyi Hatóságától (FAA) előzetes típusengedélyt (PTC) kapott. Ez a fejlemény az eddig elvégzett típusvizsgálatokon, tervfelülvizsgálatokon és elemzéseken alapuló FAA jóváhagyást jelzi.

### Éghajlat
Greensboro, mint a délkeleti Egyesült Államok nagy része, nedves szubtrópusi éghajlattal rendelkezik (Köppen Cfa), négy elkülöníthető évszakkal. A telek rövidek és általában hidegek, 38,9 °F (3,8 °C) januári napi átlaggal. Átlagban évi 75 éjszaka süllyed a hőmérséklet a fagypontra vagy az alá, és 4,3 nap nem emelkedik fagypont fölé. Majdnem minden télen van mérhető hóhullás, és 7,5 in (19,1 cm) körül gyűlik össze, általában januárban és februárban, esetenként decemberben és márciusban; az aktuális mennyiség télről télre jelentősen változhat. A hideg levegő feltorlódása (CAD) ónos esőt hozhat, ami gyakran a hónál is komolyabb gondot okoz. A nyarak melegek és nedvesek, júliusi 78,5 °F (25,8 °C) napi átlaggal. Átlagosan évi 32 nap fordul elő 90 °F (32 °C) vagy magasabb csúcshőmérséklet, de, mint a déli Piedmont nagy részén, a 100 °F (38 °C) feletti értékek szokatlanok. Az ősz hőmérsékletében hasonló a tavaszhoz, de kevesebb az esős nap és a teljes csapadék mennyisége. A szélsőséges hőmérsékletekként 1985. január 21-én −8 °F (−22 °C)-ot mértek, míg 104 °F (40 °C)-ot 1914. július 17-én.
A viharok gyakoriak a nedves tavaszi és nyári hónapok során, néhány közülük súlyos. 1936. április 2-án este 7 óra körül egy nagy, F-4-es tornádó egy 7 mérföldes (11 km) pusztítási sávot hagyott maga után Greensboro déli részén. 14-en haltak meg és 144-en sérültek meg a tornádóban, mely áthaladt a belváros egy részén is. A vihar az 1936-os Cordele-Greensboro tornádókitörésként ismert folyamat része volt. Azóta több erős tornádó is lecsapott Greensboro területére, mégpedig Stoneville-re 1998. március 20-án; Clemmons-ra és Winston-Salem-re 1989. május 5-én; Clemmons-ra és Greensboro-ra 2008. május 7-én; és High Point-ra 2010. március 28-án.

## Fordítás
- Ez a szócikk részben vagy egészben  a   Greensboro, North Carolina című angol Wikipédia-szócikk ezen változatának fordításán alapul.  Az eredeti cikk szerkesztőit annak laptörténete sorolja fel. Ez a jelzés csupán a megfogalmazás eredetét és a szerzői jogokat jelzi, nem szolgál a cikkben szereplő információk forrásmegjelöléseként.